# Гае (грузинська літера)
Гае (ჰაე, [haɛ]) — тридцять третя (остання) літера грузинської абетки.
Приголосна літера. Вимовляється як українська [ г ] глуха (МФА /h/). За міжнародним стандартом ISO 9984 транслітерується як h.

## Історія
| Асомтаврулі | Нусхурі | Мхедрулі |
| ----------- | ------- | -------- |
|             |         |          |

## Юнікод
- Ⴠ : U+10C0
- ჰ : U+10F0